# Phare de Ciutadella
Le phare de Ciutadella (ou phare de Punta de Sa Farola) est un phare situé à la Punta de Sa Farola à l'entrée du port de Ciutadella de Menorca, à l'extrémité nord-ouest de l'île de Minorque, dans l'archipel des îles Baléares (Espagne).
Il est géré par l'autorité portuaire des îles Baléares (Autoridad Portuaria de Baleares) au port d'Alcúdia.

## Histoire
Ce phare a été construit d'après le projet de Pou Emili à partir de 1866, à Punta de Sa Farolo à l'entrée ouest du port de Ciutadella. Il a été mis en service le 30 avril 1863 avec un objectif catadioptrique. C'est une tour cylindrique en maçonnerie, avec une lanterne sur une galerie double, sortant d'une maison de gardien d'un seul étage. Le phare est peint avec des rayures verticales noires et blanches et la lanterne est gris métallique. Il a été électrifié en 1918.
En 1979 la tour a été surélevée de huit mètres et la galerie double a été ajoutée. Il est équipé d'un système optique moderne de 400 mm de diamètre et de lampes de 150 watts.
Identifiant : ARLHS : BAL-078 ; ES-36470 - Amirauté : E0344 - NGA : 5188 .